# デイビッド・オーシャロム

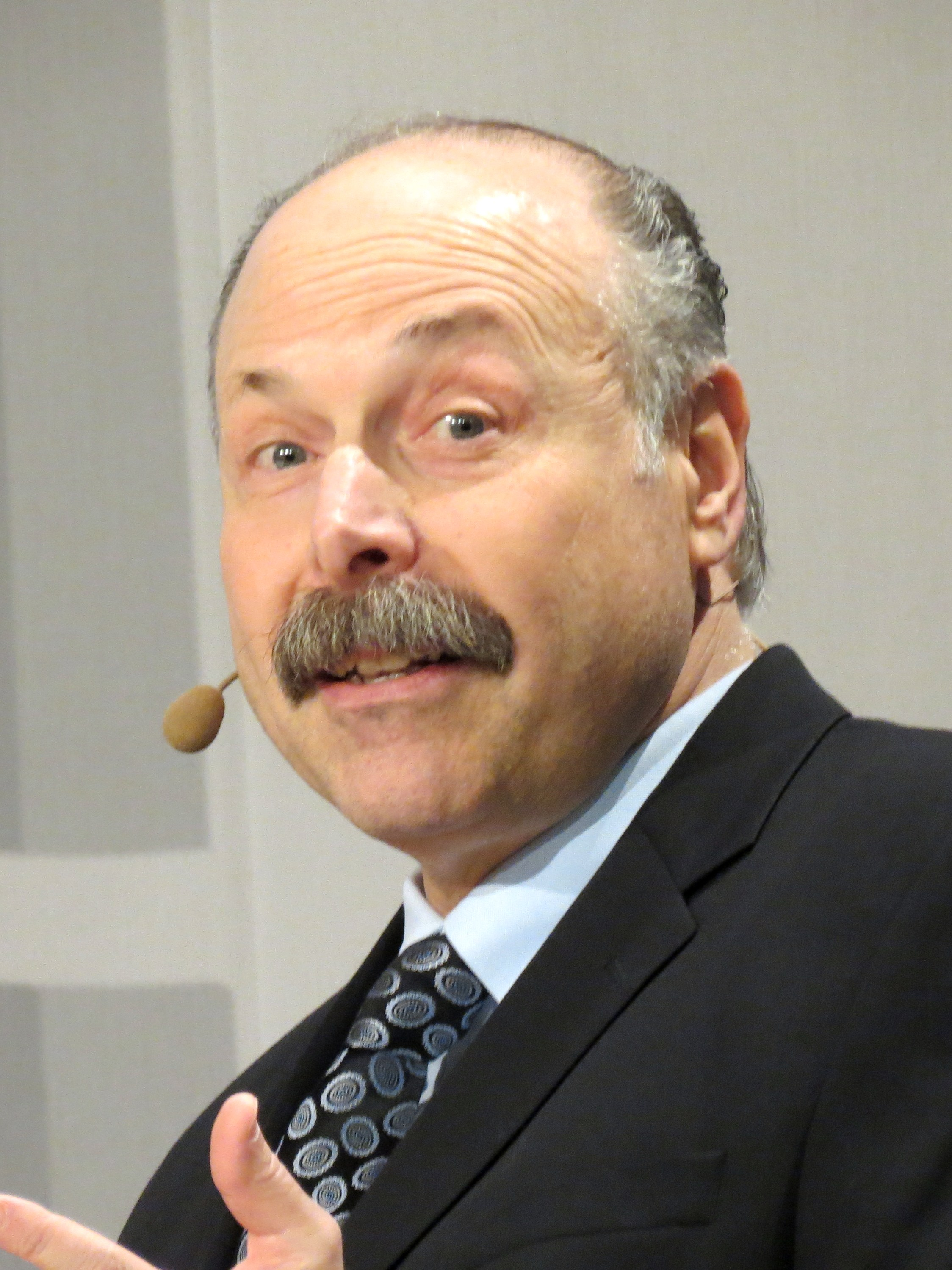
2013年のノーベルウィークダイアローグで話すオーシャロム（スウェーデン、ヨーテボリ）

デイビッド・D・オーシャロム（David D. Awschalom、1956年10月11日 - ）は、アメリカの凝縮系実験物理学者。ルイジアナ州バトンルージュ生まれ。半導体のスピントロニクスの研究で最も有名。米国科学アカデミーと全米技術アカデミーの両方のメンバーであり、芸術科学アカデミーのフェローでもある。

## 経歴
イリノイ大学アーバナ・シャンペーン校を物理学士を取得して卒業した。コーネル大学を実験物理学でPh.D.を取得した。シカゴ大学分子生物学研究所の分子工学におけるLiew Family Professorである。以前はカリフォルニアナノシステム研究所の所長を務め、カリフォルニア大学サンタバーバラ校の物理学科の教授であり、関連する学部の電気・コンピュータ工学科の一員でもあった。H指数は87である。

## 受賞歴
- 2005年 - オリバー・E・バックリー凝縮系賞、EPS欧州物理学賞、ニューカム・クリーブランド賞
- 2015年 - リリエンフェルト賞
- 2018年 - クラリベイト・アナリティクス引用栄誉賞